# Chakra (film)
Pour plus de détails, voir Fiche technique et Distribution.
Chakra est un film indien, sorti en 1981.

## Fiche technique
- Titre : Chakra
- Réalisation : Rabindra Dharmaraj
- Scénario : Rabindra Dharmaraj et Jaywant Dalvi
- Pays d'origine : Inde
- Format : Couleurs - Mono
- Genre : action
- Date de sortie : 1981

## Distribution
- Smita Patil : Amma
- Naseeruddin Shah : Looka
- Kulbhushan Kharbanda : Anna
- Rohini Hattangadi : Laxmi
- Ranjit Chowdhry : Benwa
- Salim Ghouse : Raghu
- Anjali Paigankar : Chenna